# Пинтекань
Пинтекань, Пинтекані (рум. Pântecani) — село у повіті Бреїла в Румунії. Входить до складу комуни Галбену.
Село розташоване на відстані 119 км на північний схід від Бухареста, 61 км на захід від Бреїли, 71 км на захід від Галаца, 132 км на схід від Брашова.

## Населення
За даними перепису населення 2002 року у селі проживала 191 особа, усі — румуни. Усі жителі села рідною мовою назвали румунську.